# Liga Uruguaya de Ascenso 2017
La Liga Uruguaya de Ascenso 2017, popularmente conocida como El Metro, y organizada por la FUBB, comenzó en junio de 2017, y finalizó en el mes de septiembre del mismo año. Esta liga nuclea a los equipos de la Segunda División del básquetbol uruguayo. Este año se volvió a dar un cambio en el nombre del torneo, el cual pasó a llamarse El Metro: Básquetbol de Ascenso,[cita requerida] nombre similar al que tuvo esta divisional hasta el año 2015 (Torneo Metropolitano), y al que en el 2016 había sido cambiado por Liga Uruguaya de Ascenso.

## Ascensos y descensos
| Club           | Descendido por                          |
| -------------- | --------------------------------------- |
| Unión Atlética | 12° Liga Uruguaya de Básquetbol 2016-17 |
| Sayago         | 13° Liga Uruguaya de Básquetbol 2016-17 |
| Cordón         | 14° Liga Uruguaya de Básquetbol 2016-17 |

| Club       | Ascendido por                                            |
| ---------- | -------------------------------------------------------- |
| Auriblanco | Campeón del Divisional Tercera de Ascenso 2016           |
| Colón      | Ganador Play-Offs del Divisional Tercera de Ascenso 2016 |

| Club      | Ascendido por                                |
| --------- | -------------------------------------------- |
| Larrañaga | Campeón de la LUA 2016                       |
| Nacional  | Vicecampeón de la LUA 2016                   |
| Bohemios  | Ganador Play-Offs por Ascenso de la LUA 2016 |

| Club           | Descendido por   |
| -------------- | ---------------- |
| Montevideo     | 12° del LUA 2016 |
| Olivol Mundial | 13° del LUA 2016 |

## Equipos participantes
| Club                           | Ciudad     | Barrio         | Entrenador          | 2016           |
| ------------------------------ | ---------- | -------------- | ------------------- | -------------- |
| Club Atlético 25 de Agosto     | Montevideo | Villa Dolores  | Javier Espíndola    | 10° - Perm.    |
| Club Atlético Atenas           | Montevideo | Palermo        | Martin Frydman      | 5°             |
| Auriblanco Basketball Club     | Montevideo | Bella Vista    | Luis Pérez          | (DTA) 1°       |
| Club Sportivo Capitol          | Montevideo | Prado          | Diego Cal           | 7°             |
| Club Colón Basketball          | Montevideo | Brazo Oriental | Diego Palacios      | (DTA) 2°       |
| Club Atlético Cordón           | Montevideo | Cordón         | Nicolás Diaz        | (LUB) 14°      |
| Club Atlético Marne            | Montevideo | Bolivar        | José Fernández      | 11° - Perm.    |
| Miramar Basket Ball Club       | Montevideo | Parque Batlle  | Esteban Yaquinta    | 4° - Play-Offs |
| Club Social y Deportivo Sayago | Montevideo | Sayago         | Horacio Perdomo     | (LUB) 13°      |
| Club Atlético Stockolmo        | Montevideo | Prado          | Alejandro Santerini | 6°             |
| Club Atlético Tabaré           | Montevideo | Parque Batlle  | Carlos Barrios      | 8°             |
| Club Unión Atlética            | Montevideo | Malvín         | Martín Sedes        | (LUB) 12°      |
| Verdirrojo Basketball Club     | Montevideo | Cerro          | Mathías Nieto       | 9°             |

## Desarrollo

### Temporada regular
Esta fase comenzó el 6 de junio, siendo el arranque oficial de El Metro. En esta fase del torneo, todos los equipos se enfrentan entre sí a dos ruedas. Concluida la misma se obtuvo al campeón del torneo, a los cuatro equipos que pasan a jugar los Play-Offs por Ascenso y a los cuatro equipos que pasan a jugar la Permanencia.

#### Tabla de posiciones
| Pos. | Equipo         | PJ | PG | PP | Pts. |
| ---- | -------------- | -- | -- | -- | ---- |
| 1º   | Atenas         | 24 | 20 | 4  | 44   |
| 2º   | Sayago         | 24 | 16 | 8  | 39   |
| 3º   | Cordón         | 24 | 14 | 10 | 38   |
| 4º   | Verdirrojo     | 24 | 13 | 11 | 37   |
| 5º   | Tabaré         | 24 | 13 | 11 | 37   |
| 6º   | 25 de Agosto   | 24 | 12 | 12 | 36   |
| 7º   | Miramar        | 24 | 12 | 12 | 36   |
| 8º   | Capitol        | 24 | 12 | 12 | 35   |
| 9º   | Unión Atlética | 24 | 11 | 13 | 35   |
| 10º  | Auriblanco     | 24 | 10 | 14 | 35   |
| 11º  | Stockolmo      | 24 | 9  | 15 | 33   |
| 12º  | Colón          | 24 | 10 | 14 | 33   |
| 13°  | Marne          | 24 | 4  | 20 | 28   |

|  | Campeón del Torneo y asciende a la Liga Uruguaya de Básquetbol 2018-19 |
|  | Equipos clasificados a los Play-Offs por Ascenso                       |
|  | Equipos clasificados a los Play-Offs por Permanencia                   |

#### Resultados
| Fecha 1        | Fecha 1   | Fecha 1    | Fecha 1 |
| Local          | Resultado | Visitante  |         |
| -------------- | --------- | ---------- | ------- |
| Colón          | 84:67     | Sayago     |         |
| Auriblanco     | 77:75     | Marne      |         |
| 25 de Agosto   | 62:68     | Verdirrojo |         |
| Unión Atlética | 79:68     | Capitol    |         |
| Stockolmo      | 66:67     | Miramar    |         |
| Cordón         | 76:80     | Atenas     |         |
| Libre: Tabaré  |           |            |         |

| Fecha 2       | Fecha 2   | Fecha 2        | Fecha 2 |
| Local         | Resultado | Visitante      |         |
| ------------- | --------- | -------------- | ------- |
| Sayago        | 79:75     | Tabaré         |         |
| Marne         | 54:90     | Colón          |         |
| Verdirrojo    | 75:96     | Auriblanco     |         |
| Capitol       | 67:69     | 25 de Agosto   |         |
| Miramar       | 71:58     | Unión Atlética |         |
| Atenas        | 90:85     | Stockolmo      |         |
| Libre: Cordón |           |                |         |

| Fecha 3        | Fecha 3   | Fecha 3    | Fecha 3 |
| Local          | Resultado | Visitante  |         |
| -------------- | --------- | ---------- | ------- |
| Tabaré         | 67:72     | Marne      |         |
| Colón          | 74:91     | Verdirrojo |         |
| Auriblanco     | 70:75     | Capitol    |         |
| 25 de Agosto   | 77:72     | Miramar    |         |
| Unión Atlética | 96:98     | Atenas     |         |
| Stockolmo      | 83:73     | Cordón     |         |
| Libre: Sayago  |           |            |         |

| Fecha 4          | Fecha 4   | Fecha 4        | Fecha 4 |
| Local            | Resultado | Visitante      |         |
| ---------------- | --------- | -------------- | ------- |
| Verdirrojo       | 66:67     | Tabaré         |         |
| Capitol          | 82:78     | Colón          |         |
| Miramar          | 96:75     | Auriblanco     |         |
| Atenas           | 102:103   | 25 de Agosto   |         |
| Cordón           | 88:61     | Unión Atlética |         |
| Marne            | 82:97     | Sayago         |         |
| Libre: Stockolmo |           |                |         |

| Fecha 5        | Fecha 5   | Fecha 5    | Fecha 5 |
| Local          | Resultado | Visitante  |         |
| -------------- | --------- | ---------- | ------- |
| Tabaré         | 74:63     | Capitol    |         |
| Colón          | 74:85     | Miramar    |         |
| Auriblanco     | 90:92     | Atenas     |         |
| 25 de Agosto   | 72:75     | Cordón     |         |
| Unión Atlética | 85:73     | Stockolmo  |         |
| Sayago         | 86:82     | Verdirrojo |         |
| Libre: Marne   |           |            |         |

| Fecha 6               | Fecha 6   | Fecha 6      | Fecha 6 |
| Local                 | Resultado | Visitante    |         |
| --------------------- | --------- | ------------ | ------- |
| Miramar               | 88:94     | Tabaré       |         |
| Atenas                | 98:95     | Colón        |         |
| Cordón                | 72:70     | Auriblanco   |         |
| Stockolmo             | 83:79     | 25 de Agosto |         |
| Capitol               | 74:81     | Sayago       |         |
| Verdirrojo            | 97:87     | Marne        |         |
| Libre: Unión Atlética |           |              |         |

| Fecha 7           | Fecha 7   | Fecha 7        | Fecha 7 |
| Local             | Resultado | Visitante      |         |
| ----------------- | --------- | -------------- | ------- |
| Tabaré            | 66:76     | Atenas         |         |
| Colón             | 79:87     | Cordón         |         |
| Auriblanco        | 77:87     | Stockolmo      |         |
| 25 de Agosto      | 74:65     | Unión Atlética |         |
| Sayago            | 93:78     | Miramar        |         |
| Marne             | 73:74     | Capitol        |         |
| Libre: Verdirrojo |           |                |         |

| Fecha 8             | Fecha 8   | Fecha 8    | Fecha 8 |
| Local               | Resultado | Visitante  |         |
| ------------------- | --------- | ---------- | ------- |
| Cordón              | 60:64     | Tabaré     |         |
| Stockolmo           | 82:73     | Colón      |         |
| Unión Atlética      | 98:82     | Auriblanco |         |
| Atenas              | 84:87     | Sayago     |         |
| Miramar             | 79:65     | Marne      |         |
| Capitol             | 81:72     | Verdirrojo |         |
| Libre: 25 de Agosto |           |            |         |

| Fecha 9        | Fecha 9   | Fecha 9        | Fecha 9 |
| Local          | Resultado | Visitante      |         |
| -------------- | --------- | -------------- | ------- |
| Tabaré         | 84:80     | Stockolmo      |         |
| Colón          | 63:75     | Unión Atlética |         |
| Auriblanco     | 85:88     | 25 de Agosto   |         |
| Sayago         | 0:20      | Cordón         |         |
| Marne          | 95:102    | Atenas         |         |
| Verdirrojo     | 89:81     | Miramar        |         |
| Libre: Capitol |           |                |         |

| Fecha 10          | Fecha 10  | Fecha 10   | Fecha 10 |
| Local             | Resultado | Visitante  |          |
| ----------------- | --------- | ---------- | -------- |
| Unión Atlética    | 62:64     | Tabaré     |          |
| 25 de Agosto      | 72:104    | Colón      |          |
| Stockolmo         | 76:84     | Sayago     |          |
| Cordón            | 84:70     | Marne      |          |
| Atenas            | 122:93    | Verdirrojo |          |
| Miramar           | 80:74     | Capitol    |          |
| Libre: Auriblanco |           |            |          |

| Fecha 11       | Fecha 11  | Fecha 11       | Fecha 11 |
| Local          | Resultado | Visitante      |          |
| -------------- | --------- | -------------- | -------- |
| Tabaré         | 66:70     | 25 de Agosto   |          |
| Colón          | 90:80     | Auriblanco     |          |
| Sayago         | 95:74     | Unión Atlética |          |
| Marne          | 89:82     | Stockolmo      |          |
| Verdirrojo     | 71:74     | Cordón         |          |
| Capitol        | 76:107    | Atenas         |          |
| Libre: Miramar |           |                |          |

| Fecha 12       | Fecha 12  | Fecha 12   | Fecha 12 |
| Local          | Resultado | Visitante  |          |
| -------------- | --------- | ---------- | -------- |
| Auriblanco     | 98:78     | Tabaré     |          |
| 25 de Agosto   | 62:73     | Sayago     |          |
| Unión Atlética | 81:70     | Marne      |          |
| Stockolmo      | 87:72     | Verdirrojo |          |
| Cordón         | 83:73     | Capitol    |          |
| Atenas         | 107:94    | Miramar    |          |
| Libre: Colón   |           |            |          |

| Fecha 13      | Fecha 13  | Fecha 13       | Fecha 13 |
| Local         | Resultado | Visitante      |          |
| ------------- | --------- | -------------- | -------- |
| Tabaré        | 70:65     | Colón          |          |
| Sayago        | 84:79     | Auriblanco     |          |
| Marne         | 75:74     | 25 de Agosto   |          |
| Verdirrojo    | 85:83     | Unión Atlética |          |
| Capitol       | 76:80     | Stockolmo      |          |
| Miramar       | 70:80     | Cordón         |          |
| Libre: Atenas |           |                |          |

| Fecha 14      | Fecha 14  | Fecha 14       | Fecha 14 |
| Local         | Resultado | Visitante      |          |
| ------------- | --------- | -------------- | -------- |
| Sayago        | 85:74     | Colón          |          |
| Marne         | 82:96     | Auriblanco     |          |
| Verdirrojo    | 66:65     | 25 de Agosto   |          |
| Capitol       | 93:74     | Unión Atlética |          |
| Miramar       | 75:64     | Stockolmo      |          |
| Atenas        | 88:73     | Cordón         |          |
| Libre: Tabaré |           |                |          |

| Fecha 15       | Fecha 15  | Fecha 15   | Fecha 15 |
| Local          | Resultado | Visitante  |          |
| -------------- | --------- | ---------- | -------- |
| Tabaré         | 86:81     | Sayago     |          |
| Colón          | 71:68     | Marne      |          |
| Auriblanco     | 109:92    | Verdirrojo |          |
| 25 de Agosto   | 66:68     | Capitol    |          |
| Unión Atlética | 75:48     | Miramar    |          |
| Stockolmo      | 82:103    | Atenas     |          |
| Libre: Cordón  |           |            |          |

| Fecha 16      | Fecha 16  | Fecha 16       | Fecha 16 |
| Local         | Resultado | Visitante      |          |
| ------------- | --------- | -------------- | -------- |
| Marne         | 81:78     | Tabaré         |          |
| Verdirrojo    | 106:103   | Colón          |          |
| Capitol       | 81:92     | Auriblanco     |          |
| Miramar       | 72:91     | 25 de Agosto   |          |
| Atenas        | 104:100   | Unión Atlética |          |
| Cordón        | 94:79     | Stockolmo      |          |
| Libre: Sayago |           |                |          |

| Fecha 17         | Fecha 17  | Fecha 17   | Fecha 17 |
| Local            | Resultado | Visitante  |          |
| ---------------- | --------- | ---------- | -------- |
| Tabaré           | 62:90     | Verdirrojo |          |
| Colón            | 76:80     | Capitol    |          |
| Auriblanco       | 97:88     | Miramar    |          |
| 25 de Agosto     | 85:90     | Atenas     |          |
| Unión Atlética   | 66:61     | Cordón     |          |
| Sayago           | 94:87     | Marne      |          |
| Libre: Stockolmo |           |            |          |

| Fecha 18     | Fecha 18  | Fecha 18       | Fecha 18 |
| Local        | Resultado | Visitante      |          |
| ------------ | --------- | -------------- | -------- |
| Capitol      | 58:90     | Tabaré         |          |
| Miramar      | 88:87     | Colón          |          |
| Atenas       | 98:87     | Auriblanco     |          |
| Cordón       | 90:85     | 25 de Agosto   |          |
| Stockolmo    | 73:80     | Unión Atlética |          |
| Verdirrojo   | 76:73     | Sayago         |          |
| Libre: Marne |           |                |          |

| Fecha 19              | Fecha 19  | Fecha 19   | Fecha 19 |
| Local                 | Resultado | Visitante  |          |
| --------------------- | --------- | ---------- | -------- |
| Tabaré                | 77:86     | Miramar    |          |
| Colón                 | 69:85     | Atenas     |          |
| Auriblanco            | 80:79     | Cordón     |          |
| 25 de Agosto          | 77:71     | Stockolmo  |          |
| Sayago                | 77:81     | Capitol    |          |
| Marne                 | 84:97     | Verdirrojo |          |
| Libre: Unión Atlética |           |            |          |

| Fecha 20          | Fecha 20  | Fecha 20     | Fecha 20 |
| Local             | Resultado | Visitante    |          |
| ----------------- | --------- | ------------ | -------- |
| Atenas            | 98:72     | Tabaré       |          |
| Cordón            | 68:70     | Colón        |          |
| Stockolmo         | 97:82     | Auriblanco   |          |
| Unión Atlética    | 77:82     | 25 de Agosto |          |
| Miramar           | 74:77     | Sayago       |          |
| Capitol           | 75:70     | Marne        |          |
| Libre: Verdirrojo |           |              |          |

| Fecha 21            | Fecha 21  | Fecha 21       | Fecha 21 |
| Local               | Resultado | Visitante      |          |
| ------------------- | --------- | -------------- | -------- |
| Tabaré              | 80:84     | Cordón         |          |
| Colón               | 86:78     | Stockolmo      |          |
| Auriblanco          | 99:88     | Unión Atlética |          |
| Sayago              | 68:69     | Atenas         |          |
| Marne               | 85:91     | Miramar        |          |
| Verdirrojo          | 87:82     | Capitol        |          |
| Libre: 25 de Agosto |           |                |          |

| Fecha 22       | Fecha 22  | Fecha 22   | Fecha 22 |
| Local          | Resultado | Visitante  |          |
| -------------- | --------- | ---------- | -------- |
| Stockolmo      | 70:77     | Tabaré     |          |
| Unión Atlética | 71:85     | Colón      |          |
| 25 de Agosto   | 90:82     | Auriblanco |          |
| Cordón         | 71:80     | Sayago     |          |
| Atenas         | 107:85    | Marne      |          |
| Miramar        | 91:100    | Verdirrojo |          |
| Libre: Capitol |           |            |          |

| Fecha 23          | Fecha 23  | Fecha 23       | Fecha 23 |
| Local             | Resultado | Visitante      |          |
| ----------------- | --------- | -------------- | -------- |
| Tabaré            | 84:75     | Unión Atlética |          |
| Colón             | 61:72     | 25 de Agosto   |          |
| Sayago            | 70:68     | Stockolmo      |          |
| Marne             | 64:88     | Cordón         |          |
| Verdirrojo        | 82:85     | Atenas         |          |
| Capitol           | 94:76     | Miramar        |          |
| Libre: Auriblanco |           |                |          |

| Fecha 24       | Fecha 24  | Fecha 24   | Fecha 24 |
| Local          | Resultado | Visitante  |          |
| -------------- | --------- | ---------- | -------- |
| 25 de Agosto   | 59:71     | Tabaré     |          |
| Auriblanco     | 77:80     | Colón      |          |
| Unión Atlética | 81:74     | Sayago     |          |
| Stockolmo      | 90:77     | Marne      |          |
| Cordón         | 98:74     | Verdirrojo |          |
| Atenas         | 87:113    | Capitol    |          |
| Libre: Miramar |           |            |          |

| Fecha 25     | Fecha 25  | Fecha 25       | Fecha 25 |
| Local        | Resultado | Visitante      |          |
| ------------ | --------- | -------------- | -------- |
| Tabaré       | 67:64     | Auriblanco     |          |
| Sayago       | 63:60     | 25 de Agosto   |          |
| Marne        | 71:90     | Unión Atlética |          |
| Verdirrojo   | 86:80     | Stockolmo      |          |
| Capitol      | 75:67     | Cordón         |          |
| Miramar      | 95:71     | Atenas         |          |
| Libre: Colón |           |                |          |

| Fecha 26       | Fecha 26  | Fecha 26   | Fecha 26 |
| Local          | Resultado | Visitante  |          |
| -------------- | --------- | ---------- | -------- |
| Colón          | 65:54     | Tabaré     |          |
| Auriblanco     | 83:75     | Sayago     |          |
| 25 de Agosto   | 74:65     | Marne      |          |
| Unión Atlética | 88:80     | Verdirrojo |          |
| Stockolmo      | 100:65    | Capitol    |          |
| Cordón         | 68:75     | Miramar    |          |
| Libre: Atenas  |           |            |          |

#### Triangular de Desempate
| Desempate                                                      | Desempate | Desempate      | Desempate |
| Equipo 1                                                       | Resultado | Equipo 2       |           |
| -------------------------------------------------------------- | --------- | -------------- | --------- |
| Capitol                                                        | 81:78     | Unión Atlética |           |
| Auriblanco                                                     | 93:107    | Unión Atlética |           |
| Auriblanco                                                     | 74:92     | Capitol        |           |
| Auriblanco clasificó como 10° a los Play-Offs por Permanencia. |           |                |           |

### Play-Offs por Ascenso
| Llave | Equipo     | 1° | 2° | 3°     | 4° | 5° | Total |
| ----- | ---------- | -- | -- | ------ | -- | -- | ----- |
| 1     | Sayago     |    |    |        |    | -  | 3     |
| 1     | Tabaré     |    |    |        |    | -  | 1     |
| 2     | Cordón     |    |    | [ 10 ] |    |    | 2     |
| 2     | Verdirrojo |    |    |        |    |    | 3     |

|  | Equipos ascendidos a la Liga Uruguaya de Básquetbol 2018-19 |

#### Resultados
| Llave 1 | Llave 1   | Llave 1   | Llave 1 |
| Local   | Resultado | Visitante |         |
| ------- | --------- | --------- | ------- |
| Tabaré  | -:-       | Sayago    |         |
| Sayago  | 80:65     | Tabaré    |         |
| Tabaré  | 69:65     | Sayago    |         |
| Sayago  | 77:66     | Tabaré    |         |

| Llave 2    | Llave 2   | Llave 2    | Llave 2 |
| Local      | Resultado | Visitante  |         |
| ---------- | --------- | ---------- | ------- |
| Verdirrojo | -:-       | Cordón     |         |
| Cordón     | 80:100    | Verdirrojo |         |
| Verdirrojo | 77:88     | Cordón     |         |
| Cordón     | 82:85     | Verdirrojo |         |
| Verdirrojo | 74:76     | Cordón     |         |

### Play-Offs por Permanencia
|  | Semifinales | Semifinales | Semifinales |       |       | Final | Final | Final |  |
|  |             |             |             |       |       |       |       |       |  |
|  |             |             |             |       |       |       |       |       |  |
|  | Auriblanco  | Auriblanco  | 2           |       |       |       |       |       |  |
|  | Auriblanco  | Auriblanco  | 2           |       |       |       |       |       |  |
|  | Marne       | Marne       | 0           |       |       |       |       |       |  |
|  | Marne       | Marne       | 0           |       | Marne | Marne | 0     |       |  |
|  |             |             |             |       | Marne | Marne | 0     |       |  |
|  |             |             | Colón       | Colón | 2     |       |       |       |  |
|  | Stockolmo   | Stockolmo   | Colón       | Colón | 2     | 2     |       |       |  |
|  | Stockolmo   | Stockolmo   |             |       |       | 2     |       |       |  |
|  | Colón       | Colón       | 1           |       |       |       |       |       |  |
|  | Colón       | Colón       | 1           |       |       |       |       |       |  |
|  |             |             |             |       |       |       |       |       |  |

#### Resultados

##### Semifinales
| Llave 1    | Llave 1   | Llave 1    | Llave 1 |
| Local      | Resultado | Visitante  |         |
| ---------- | --------- | ---------- | ------- |
| Marne      | -:-       | Auriblanco |         |
| Auriblanco | 86:65     | Marne      |         |

| Llave 2   | Llave 2   | Llave 2   | Llave 2 |
| Local     | Resultado | Visitante |         |
| --------- | --------- | --------- | ------- |
| Colón     | -:-       | Stockolmo |         |
| Stockolmo | 65:75     | Colón     |         |
| Colón     | 71:79     | Stockolmo |         |

##### Final
| Única Llave                    | Única Llave | Única Llave | Única Llave |
| Local                          | Resultado   | Visitante   |             |
| ------------------------------ | ----------- | ----------- | ----------- |
| Marne                          | -:-         | Colón       |             |
| Colón                          | 85:78       | Marne       |             |
| Marne descendió a la DTA 2018. |             |             |             |

| Campeón de El Metro 2017     |
| ---------------------------- |
| Atenas 2° Título de El Metro |